# Long-range acoustic device
Long-range acoustic device (forkortet LRAD) er et akustisk system udviklet til brug af det amerikanske militær. Det kan benyttes som en højtaler til at forstærke en stemme eller det kan udsende en tone med et kraftigt lydtryk der kan være smertefuldt at blive udsat for.

## Eksempler på brug
LRAD blev udviklet på bestilling af det amerikanske forsvarsministerium som et ikke-dødeligt våben og udviklet af LRAD Corporation (på tidspunktet American Technology Corporation). LRAD blev benyttet som et akustisk våben allerede under Irakkrigen. Havnen i Basra benyttedes den desuden til at give højtalermeddelelser til skibe.
Krydstogtskibet Seabourn Spirit benyttede under et somalisk piratangreb i Adenbugten den 5. november 2005 en LRAD.
I USA var den første registrerede brug af en LRAD under opløsningen af en ulovlig demonstration i forbindelse med G20-topmødet i Pittsburgh 2009.

## Tekniske detaljer
En LRAD benytter frekvensområdet 2100-3100 Hertz med et maksimalt lydniveau på cirka 150 dB. På grund af det høje lydtryk kan systemets toner høres på en afstand på mindst en kilometer og stemmemeddelelser er forståelige på mindst 500 meters afstand. Når LRAD benyttes som et våben udsender det en skinger tone, som er yderst smertestimulerende på tæt hold. Systemet har en udstrålingsvinkel på 15-30 grader i en bestemt retning og kan ifølge producenten eksempelvis benyttes til effektivt at sprede menneskemængder. 
Små kugleformede punktkilde akustiske enheder følger afstandskvadratloven som angiver et tab på 6 decibel per fordobling af afstanden til kilden udelukkende baseret på den geometriske spredning. Store højtalere (eller større antenner) såsom en LRAD har et interferensmønster i nærfeltet som producerer et peak 6 dB højere end udgangseffekten på systemet og daler til normalen hvor lydtrykket stort set er nul. Desto større højtaler og frekvens, desto længere er det effektive nærfelt. Nærfeltet for dette system er cirka 8 meter.
En anden anvendelse indenfor skibsfart er eksempelvis som et advarselssystem til offshoreinstallationer såsom eksempelvis boreplatforme eller vindmølleparker som er i kraftig udbredelse i danske og udenlandske farvande.